# Friedrich Kaulbach
Theodor Friedrich Wilhelm Christian Kaulbach (Bad Arolsen, 8 luglio 1822 – Engesohde, 17 settembre 1903) è stato un pittore tedesco.

## Biografia
Figlio di Christian Kaulbach (1777–1847) un ebanista di Arolsen, Friedrich era nello stesso tempo cugino e allievo di Wilhelm von Kaulbach, figlio di Philipp Karl Friedrich von Kaulbach (1775–1846), orafo e pittore dilettante. Figli di Wilhelm furono Herman Kaulbach (1846–1909) e August von Kaulbach (1850–1920).

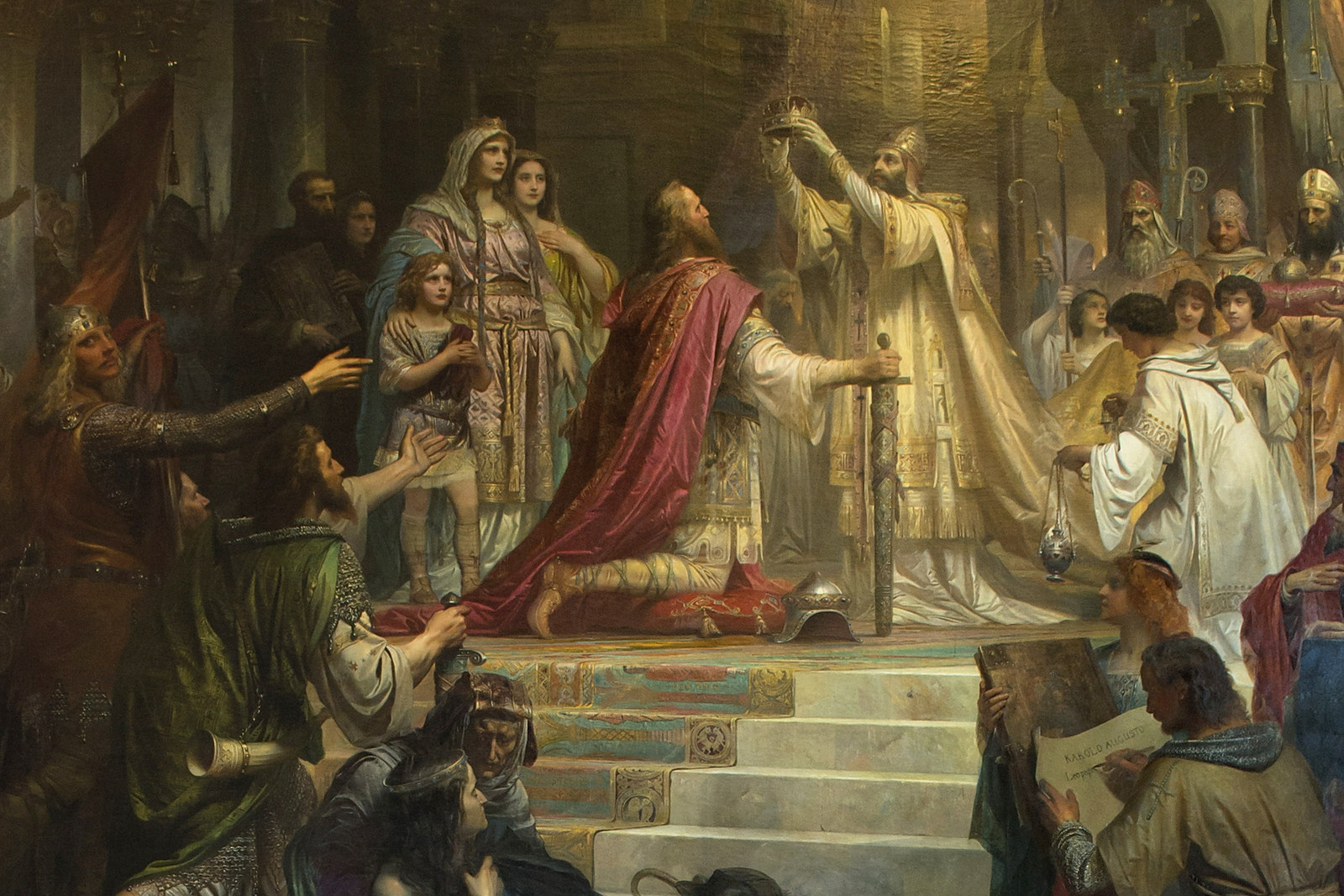
Incoronazione di Carlo Magno, 1861

Dopo aver visitato Venezia nel 1844, lui e lo zio si separarono. Dipinse in modo indipendente fino al 1848, quando eseguì il dipinto Adamo ed Eva accanto al corpo di Abele. Questo lo portò ad essere chiamato a ricoprire una cattedra presso l'Accademia delle belle arti di Monaco di Baviera, cattedra da lui rifiutata. 
Nel 1850 si trasferì a Parigi, dove dipinse tele di argomento storico, e si guadagnò da vivere come ritrattista. Lo stesso anno Massimiliano II gli commissionò un quadro sulla incoronazione di Carlo Magno per il museo del Maximilianeum. L'opera venne completata nel 1861.

## Pittore di corte ad Hannover

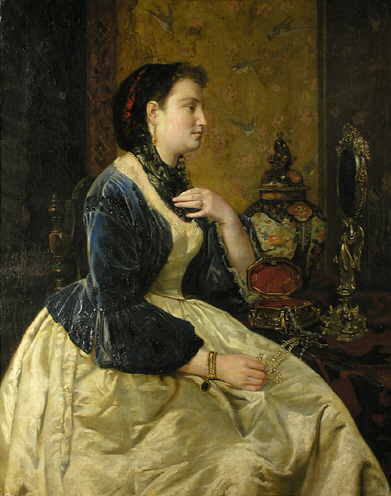
Woman at her jewelry table

Kaulbach fu pittore di corte di Giorgio V di Hannover, del quale aveva eseguito diversi ritratti quando era il ritrattista preferito dalla nobiltà locale. Mentre era pittore di corte ad Hannover, gli venne offerta una cattedra all'Università di Hannover. Fra le altre concessioni il re gli diede la disponibilità di una residenza ed uno studio, progettati dall'architetto Christian Heinrich Tramm (1857-60) e sita in Waterloo Strasse ad Hannover. La casa oggi è parte del Waterloo Beergarden.  In sua memoria, la figlia Isidore ricevette fra i visitatori della casa paterna Johannes Brahms, Clara Schumann, Franz Liszt, Joseph Joachim, Ernst von Wildenbruch e Anton Rubinstein.
I suoi numerosi ritratti, come quelli di Sissy, l'imperatrice d'Austria, del principe Friedrich Wilhelm Nikolaus Albrecht di Prussia, del conte e della contessa Stolberg, sono estremamente dettagliati e luminosi. I migliori ritratti di belle donne aumentarono la sua reputazione. Kaulbach ricevette la medaglia d'oro dell'Accademia di Belle Arti di Berlino alla Fiera mondiale di Vienna del 1873.
La tomba di Frederick Kaulbach si trova nel cimitero di Engesohde ad Hannover. 
Suo figlio, August von Kaulbach, fu anch'esso un pittore.

## Opere principali
- Adam and Eve by Abel's Body (1848, Museum für Bildende Künste, Lipsia)
- Elisabeth Nay (1860; Niedersächsisches Landesmuseum)
- Coronation of Charlemagne (1861, Maximilaneum, Monaco di Baviera)
- Juliet Capulet's Wedding Morning (1862–1903; Niedersächsisches Landesmuseum, Hannover)
- Blind King George V (c. 1866; Hannover, Niedersachs. Landesmuseum)